# Великие Селютичи
Великие Селютичи (бел. Вялі́кія Сялю́цічы) — деревня в Грабовском сельсовете Петриковского района Гомельской области Белоруссии.
На востоке и западе граничит с лесом.

## География

### Расположение
В 33 км на северо-запад от Петрикова, 13 км от железнодорожной станции Копцевичи (на линии Лунинец — Калинковичи), 203 км от Гомеля.

### Гидрография
На реке Бобрик (приток реки Припять).

## Транспортная сеть
Транспортные связи по просёлочной, затем автомобильной дороге Лунинец — Калинковичи. Планировка состоит из короткой меридиональной улицы, к которой с востока и запада присоединяются прямолинейные широтные улицы. Застройка двусторонняя, деревянная, усадебного типа.

## История
По письменным источникам известна с XVI века как деревня Селютичи в Мозырском повете Минского воеводства Великого княжества Литовского. По инвентарю 1700 года 14 длительных и 2 пустые службы. Сохранились сведения об уточнении границ между деревнями Селютичи, Мехедовичи и Грабово, которое проводилось в 1769 году.
После 2-го раздела Речи Посполитой (1793 год) в составе Российской империи. В 1811 году во владении графа Ходкевича. Обозначена на карте 1866 года, которая использовалась Западной мелиоративной экспедицией, работавшей в этих местах в 1890-е годы. Неподалёку формировалось селение Селютичи Малые. Согласно переписи 1897 года действовали деревня Селютичи (она же Гаюшевка), в Грабовской волости Мозырского уезда Минской губернии; часовня, магазин, трактир. В 1906 году в деревне Селютичи-1 открыта школа, которая размещалась в наёмном крестьянском доме.
В 1930 году организован колхоз. Во время Великой Отечественной войны оккупанты 17 ноября 1942 года согнали 387 жителей в несколько домов и 176 человек сожгли, полностью была сожжена и деревня. 77 жителей деревень Великие Селютичи и Малые Селютичи погибли на фронте. Согласно переписи 1959 года центр колхоза «Заря». Действовали клуб, отделение связи, 9-летняя школа, библиотека, фельдшерско-акушерский пункт.

## Население

### Численность
- 2004 год — 98 хозяйств, 234 жителя.

### Динамика
- 1811 год — 45 дворов.
- 1897 год — 61 двор, 473 жителя (согласно переписи).
- 1908 год — 126 дворов, 900 жителей.
- 1917 год — 1063 жителя.
- 1921 год — 157 дворов.
- 1940 год — 172 двора.
- 1959 год — 464 жителя (согласно переписи).
- 2004 год — 98 хозяйств, 234 жителя.

## Достопримечательность
- Памятник жертва фашизма (1993). Скульптор — А. Кострюков[2]